# Brian Mundubile
Brian Muntayalwa Mundubile (* 5. Januar 1971) ist ein sambischer Politiker der Patriotic Front (PF).

## Leben
Mundubile absolvierte ein Studium der Rechtswissenschaften, das er mit einem Bachelor of Laws (LL.B.) beendete. Er war danach als Rechtsanwalt sowie als Rechnungsprüfer der Build Trust Construction LTD in Lusaka tätig. Bei der Wahl am 11. August 2016 wurde er als Kandidat der Patriotic Front (PF) erstmals zum Mitglied der Nationalversammlung Sambias gewählt und vertritt dort den Wahlkreis Mporokoso.
Im August 2016 berief Präsident Edgar Lungu ihn zum Provinzminister für die Nordprovinz in dessen Kabinett.